# Antíoc de Ptolemaida
Antíoc (en grec antic: Ἀντίοχος, llatí: Antiochus) fou un bisbe de Ptolemaida de Palestina que era natural de Síria.
A principis del segle v va anar a Constantinoble, on va destacar per la seva oratòria i eloqüència. Després va estar al costat dels enemics de Joan Crisòstom. Va morir no més tard del 408 aC. Es coneixen molts sermons d'Antíoc, i va deixar escrita una obra anomenada "Contra l'avarícia" que s'ha perdut.